# Huwan (köpinghuvudort i Kina, Jiangxi Sheng, lat 27,92, long 116,55)
Huwan är en köpinghuvudort i Kina. Den ligger i provinsen Jiangxi, i den sydöstra delen av landet, omkring 110 kilometer sydost om provinshuvudstaden Nanchang. Antalet invånare är 25 371. Befolkningen består av 12 139 kvinnor och 13 232 män. Barn under 15 år utgör 20,0 %, vuxna 15-64 år 72 %, och äldre över 65 år 7,0 %.
Runt Huwan är det tätbefolkat, med 511 invånare per kvadratkilometer. Närmaste större samhälle är Langju, 11,2 km sydost om Huwan. Trakten runt Huwan består till största delen av jordbruksmark.
Genomsnittlig årsnederbörd är 2 563 millimeter. Den regnigaste månaden är juni, med i genomsnitt 466 mm nederbörd, och den torraste är oktober, med 21 mm nederbörd.